# توني روتش
توني روتش (بالإنجليزية: Tony Roche)‏ (ولد في 17 مايو 1945، في أستراليا). هو لاعب كرة مضرب أسترالي معتزل. أصبح مدرباً بعد اعتزاله وقد درب السويسري روجر فيدرير لموسم واحد.

## روابط خارجية
- توني روتش على موقع رابطة محترفي التنس (الإنجليزية)
- توني روتش على موقع الاتحاد الدولي لكرة المضرب (الإنجليزية)
- توني روتش على موقع كأس ديفيز (الإنجليزية)
- توني روتش على موقع قاعة مشاهير كرة المضرب الدولية (الإنجليزية)
- توني روتش على موقع اتحاد التنس الأسترالي (الإنجليزية)
- توني روتش على موقع خلاصة التنس.كوم (الإنجليزية)
- توني روتش على موقع قاعة أستراليا للمشاهير الرياضية (الإنجليزية)

- صفحته الرسمية على موقع رابطة المحترفين